# Hans Heinrich von Ecker und Eckhoffen
Hans Heinrich Freiherr von Ecker und Eckhoffen (auf Berg) (* 1. August 1750 in München; † 14. August 1790 in Braunschweig auf der Durchreise) war ein deutscher Adliger, der als Freimaurer und Rosenkreuzer freimaurerische Hochgrad-Systeme entwickelte, die auch jüdische Mitglieder aufnahmen.

## Öffentliche Funktionen
Hans Heinrich von Ecker und Eckhoffen war königlich polnischer Geheimer Rat, Träger des Großkreuzes und Kanzler des St.-Joachims-Ordens und seit 1788 herzoglich braunschweigischer Landdrost.

## Freimaurerei
Als Freimaurer und Meister vom Stuhl der Wiener Loge Zu den sieben Himmeln versuchte Ecker 1781 einen Orden der Ritter und Brüder des Lichts zu errichtet, mit der Bestimmung, „Licht und Wahrheit zu verbreiten, Seligkeit und Frieden zu schenken und die echten geheimen Bilder der drei Grade der Brr. Freimaurer-Ritter aufzuschließen“. Er war rosenkreuzerisch geprägt, und durch kabbalistische Elemente im Ritual ermöglichte er die Aufnahme von Juden als „uralten echten Brüdern aus Asien“. Wegen Auseinandersetzungen mit den Rosenkreuzern und finanzieller Verwicklungen verließ er Wien und warb dann für seine „Lehrart“ – letztlich ohne Erfolg – in Berlin.
Auf diesem Versuch aufbauend, begründete er 1782 auf dem Wilhelmsbader Freimaurer-Konvent mit Unterstützung  des  Landgrafen Karl von Hessen den Orden der Ritter und Brüder St. Johannis des Evangelisten aus Asien in Europa, auch  Asiatische Brüder genannt, als eine „brüderliche Vereinigung edeldenkender frommer, gelehrter, erfahrener und verschwiegener Männer ohne Rücksicht auf Religion, Geburt und Stand“. Juden waren zugelassen, nicht aber Gotteslästerer, Religionsspötter und Majestätsverbrecher, d. h. solche, die die „heiligen Rechte der Könige und Fürsten, die das Bild des Ewigen auf Erden sind, nur im geringsten verletzen“. Der Orden hatte kurzzeitig in Österreich und in Norddeutschland, wo Ecker durch seinen Bruder Hans Karl Unterstützung erfuhr, einigen Erfolg.

## Schriften
- Freymäurerische Versammlungsreden der Gold- und Rosenkreutzer des alten Systems. Amsterdam [i. e. Hof] 1779.
- Der Rosenkreuzer in seiner Blöße. Zum Nutzen der Staaten hingestellt durch Zweifel wider die wahre Weisheit der so genannten ächten Freymäurer oder goldnen Rosenkreutzer des alten Systems. Amsterdam [i. e. Nürnberg] 1782 (unter dem Pseudonym Magister Pianco).
- Abfertigung an den ungenannten Verfasser der verbreiteten sogenannten Authentischen Nachricht von den Ritter- und Ländereingeweihten in Asien. Hamburg 1788.

- L’Erudition universelle militaire, ou Analyse abrégée de toutes les sciences et parties militaires. Augsburg 1781.